# Minuartia ebracteolata
Minuartia ebracteolata är en nejlikväxtart som beskrevs av N.C. Majumdar och G.S. Giri. Minuartia ebracteolata ingår i släktet nörlar, och familjen nejlikväxter. Inga underarter finns listade i Catalogue of Life.